# Шофонтен
Шофонте́н — коммуна в Валлонии, расположенная в провинции Льеж, округ Льеж. Принадлежит Французскому языковому сообществу Бельгии. На площади 25,52 км² проживают 21 012 человек (плотность населения — 823 чел./км²), из которых 47,76 % — мужчины и 52,24 % — женщины. Средний годовой доход на душу населения в 2003 году составлял 14 926 евро.
Является членом движения "Медленный город" (итал.  Cittaslow).
Почтовый код: 4050-4053. Телефонный код: 04.